# Бафтиу, Бленди
Бленди Джемайль Бафтиу (алб. Blendi Xhemajl Baftiu; род. 17 февраля 1998, Приштина) — косовский футболист, атакующий полузащитник косовского клуба «Лапи» и национальной сборной Косово.

## Клубная карьера
Бленди Бафтиу начинал свою карьеру футболиста, играя за молодёжную команду косовского клуба «Рамиз Садику» из Приштины. 25 сентября 2015 года он подписал долгосрочный контракт с албанским клубом «Скендербеу», однако в сезоне 2015/2016 продолжил выступать на молодёжном уровне, играя за команду до 19 лет.
1 июня 2016 года Бафтиу стал футболистом косовской «Приштины», заключив с ней соглашение, рассчитанное на три года.
10 августа 2017 года Бафтиу на правах аренды перешел в приштинский «Фламуртари», где отыграл сезон 2017/2018.
14 июня 2018 года Бафтиу подписал двухлетний контракт с косовским клубом «Балкани». 19 августа 2018 года он дебютировал за него, выйдя в стартовом составе в гостевом матче против «Лирии», выигранном его командой со счетом 1:0.

## Карьера в сборной
21 марта 2017 года Бафтиу был вызван в сборную Косова до 21 года для участия в отборочном матче чемпионата Европы молодёжных команд 2019 против Ирландии. 6 июня 2019 года он дебютировал за команду в поединке против сборной Андорры до 21 года, заменив на 86-й минуте Арбнора Мую.
24 декабря 2019 года Бафтиу получил свой первый вызов в главную сборную Косова на товарищеский матч против Швеции, где и дебютировал, выйдя на замену после перерыва вместо Йилдрена Ибрахимая.